# Елко (Јужна Каролина)
Елко (енгл. Elko) град је у америчкој савезној држави Јужна Каролина.

## Демографија
По попису из 2010. године број становника је 193, што је 19 (-9,0%) становника мање него 2000. године.
| Група             | 2000.       | 2010.       |
| Белци             | 88 (41,5%)  | 78 (40,4%)  |
| Афроамериканци    | 124 (58,5%) | 114 (59,1%) |
| Азијати           | 0 (0,0%)    | 0 (0,0%)    |
| Хиспаноамериканци | 0 (0,0%)    | 1 (0,5%)    |
| Укупно            | 212         | 193         |